# 木津悠輔
木津 悠輔（きづ ゆうすけ、1995年〈平成7年〉12月2日 - ）は、ジャパンラグビーリーグワントヨタヴェルブリッツに所属するラグビーユニオン選手。

## プロフィール
- 大分県出身[1]。
- ポジションはプロップ(PR)。
- 身長 179 cm、体重 110 kg
- 日本代表キャップは6。（2022年11月現在）
- ジュニア・ジャパンに選ばれたことがある[2]。

## 略歴
2014年、由布高校卒業後、天理大学に入る。
2018年、天理大学卒業後、トヨタ自動車ヴェルブリッツ(現・トヨタヴェルブリッツ)に加入。同年9月1日に行われたジャパンラグビートップリーグ第1節のサントリーサンゴリアス戦にて先発出場で公式戦初出場を果たす。
2019年7月27日に行われたパシフィック・ネイションズカップのフィジー戦にて途中出場で日本代表初キャップを獲得した。また同年8月、ラグビーワールドカップ2019の日本代表に選出された。